# アントナン・カレーム
マリー＝アントワーヌ（アントナン）・カレーム（Marie-Antoine（Antonin）Carême, 1784年6月8日 - 1833年1月12日）はフランスのシェフ・パティシエ。フランス料理の発展に大きく貢献し、当時は シェフの帝王かつ帝王のシェフ（the king of chefs and the chef of kings）と呼ばれていた。今日、カレームはいわゆる「有名シェフ」のさきがけ的人物として知られている。

## カレームの影響

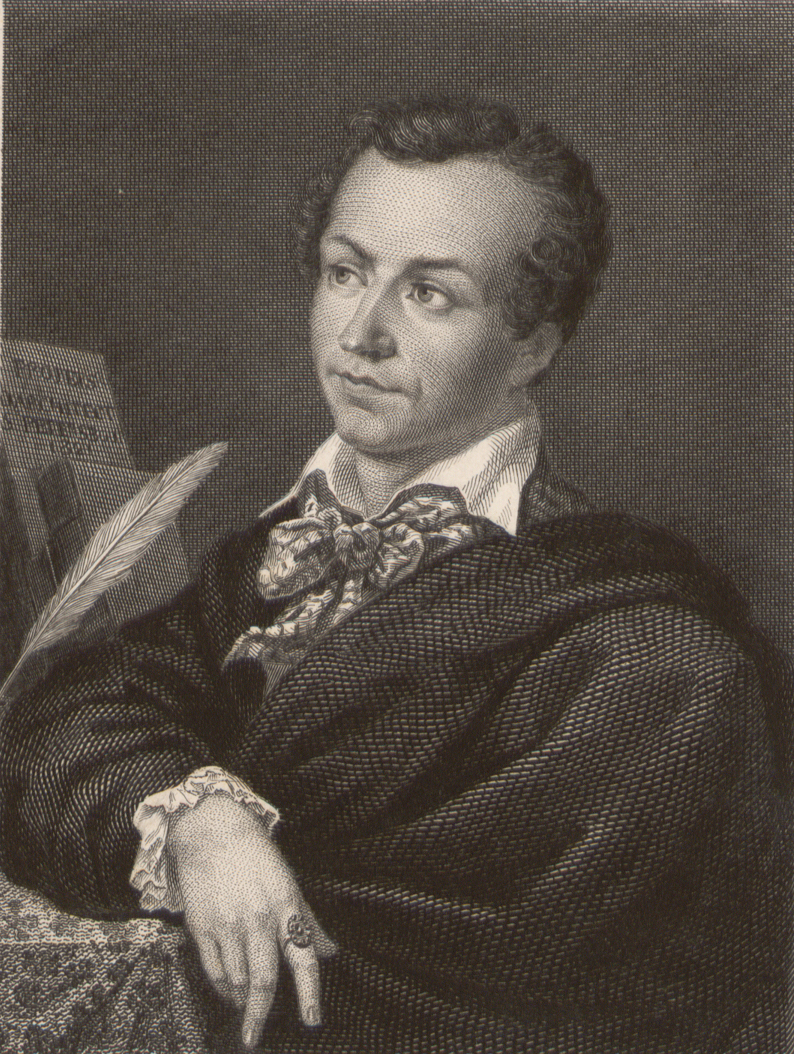
アントナン・カレーム

カレームは、フランスの外交官にして美食家のタレーランのもとで料理人として働いていた。タレーランはカレームをたびたび激励、カレームはタレーランのもとで料理の考案に没頭している。1814年に始まったウィーン会議の間、タレーランはたびたび夕食会を主催した。そこで出された料理は出席者の評判をさらい、カレームの名は一躍有名になった。ウィーン会議が終わったときヨーロッパの地図と上流階級の食べる料理は刷新される事になる。
カレームがフランス料理に与えた影響は幅広い。例えば、彼はフランス料理のコックのかぶる帽子や新たな鍋などを考案している。またカレームは、ベースとなるソースによって全てのソースを4つの基本ソース（ソース・アルマンド、ソース・ベシャメル、ソース・エスパニョール、ソース・ヴルーテ）に基づき分類した事でも知られている。また、カレームによる新しいフランス料理は帝政ロシアの上流階級の食文化にも影響を与えた。
カレームは料理の考案や作成のみならず著作にも情熱を燃やし、フランス料理レシピの百科事典的な書籍をいくつかものにしている。1833年から34年にかけて全5巻が刊行された「19世紀のフランス料理術」はカレームの著作の中でも特に有名であり、本の中でカレームは何百ものレシピやテーブルセッティングを披露している（ただし、執筆中に没したため、最後の2巻はカレームの弟子の手で完成を見た）。

## 略伝
カレームの一生は、絶望的な貧困から、ヨーロッパの国々の元首や政治家の食卓を任せられるまでに立身出世を遂げた驚異の物語といえよう。
カレームは父親が石工職人をしていた16番目の息子として生を受けており、そのパリで子沢山の貧しい家庭に生まれたカレームは、10歳になるかならないかのうちに、貧困にあえぐ両親によって、フランス革命の余波に揺れていたパリの路上に放り出された。生きていくため安食堂に住み込んで見習いとして働き始めたカレームは、その刻苦勉励によってやがて頭角を現し、1798年、後にパトロンになるタレーラン邸にも出入りしていた有名パティシエでパレ・ロワイヤルの近所に店を構えていたシルヴァン・バイイに弟子入りし、才能を認められ、出世への階梯を登り始めた。
カレームは、バイイによってアミアンの和約成立記念祝宴のデザートを任されるという大抜擢を受け、またピエスモンテ（工芸菓子）によってパリで名声を得る。ピエスモンテとは、全て食品（砂糖、マジパンとペイストリーなど）からできており、これらの素材を用いて建築物のように積み上げた精巧かつ装飾的な意味合いの濃厚なもので、バイイの菓子店のショーウィンドーをも飾っていたが、カレームのピエスモンテはときには高さ数フィートにも達し、道化師がその上に乗って踊って王を楽しませることができるほどだったという。カレームは建築の知識と料理の才能を駆使し、また近くのパリ国立図書館で読んだ建築史の本から発想を得て、寺院やピラミッドや古代の遺跡を象ったピエスモンテを創造した。
カレームは、タレーランやナポレオンを含むパリの上流社会の宴会のメインコース料理を請け負うようになった後も、雇い主の邸宅の台所でパティシエ時代に培った装飾技術を応用している。
ナポレオンは美食にはどちらかといえば無関心であったが、食卓外交の重要性はよく理解しており、タレーランがヴァランセ城を購入する際にも資金援助を行なっている。ナポレオンやタレーランの狙いはヴァランセ城を食卓外交の根城とする事だったと言われており、ヴァランセ城購入に伴いカレームもそちらに異動している。
カレームにとってタレーランは、単にパトロンと言うにとどまらず、課題を課され結果を吟味する審判者としての役割も兼ねていた。カレームは、重複した料理のない、かつ季節物の食材のみを使用した1年間のメニューを作る事をタレーランに命じられ、台所で試行錯誤をさせられたという。
ウィーン会議が終わるとカレームはイギリスの摂政皇太子（後のジョージ4世）の料理長としてロンドンに赴く。その後カレームは、サンクトペテルブルクでロシア皇帝アレクサンドル1世、ウィーンでオーストリア帝国皇帝フランツ1世などに仕えた後、パリに戻って銀行家ジェームス・ロスチャイルド邸の料理長に就任した。
料理文化の普及にも努力し、多数の著作がある。
1833年、パリにおいて48歳で没する。「19世紀のフランス料理術」を執筆中であった。遺体はモンマルトル墓地に葬られている。

## 著書
- "Patissier pittoresque"（『華麗なる菓子職人』）、1815
- "Patissier royal parisien"（『パリの宮廷菓子職人』）、1825
- "Maître d'hôtel français"（『フランスの給仕長』）、1822
- "Art de la cuisine au XIX siècle"（『19世紀のフランス料理術』1～3巻）、1833（未完、弟子のプリュムレが4・5巻を著し完成）